# Athenaeum Irodalmi és Nyomdai Rt.
Athenaeum Kiadó este una dintre cele mai mari edituri din Ungaria. Începând din 1841 până în 1948 a publicat operele literare ale celor mai importanți scriitori și poeți ai epocii, jucând astfel un rol decisiv în literatura maghiară. Între anii 1948 și 1998 a funcționat exclusiv ca tipografie, dar din 1998 a început din nou să publice cărți.

## Istoric

### Afacerea lui Gusztáv Emich
Athenaeum Könyvkiadó a fost înființată dintr-o librărie deschisă de Gustav Emich la Pesta la 1 decembrie 1841. La fel ca majoritatea librăriilor din epocă, a funcționat și ca bibliotecă și a făcut, de asemenea, comerț cu obiecte de artă. Spre deosebire de concurenții săi, Emich a intrat în editarea de carte (care era realizată în acea perioadă exclusiv de tipografii) și la un an după deschiderea afacerii a început să-și publice propriile cărți. Numărul publicațiilor lor a crescut constant, iar, de exemplu, în perioada Revoluției Maghiare a publicat 32 de lucrări. În 1850 editura și-a cumpărat propria tipografie, astfel încât Emich a devenit prima persoană din Ungaria care se ocupa cu tipărirea, publicarea și vânzarea de cărți.
În perioada cât afacerea a fost condusă de Emich au fost publicate numeroase opere literare majore din Anii reformei, printre care, Tragedia omului a lui Madách, romanul  A falu jegyzője (1845) al lui József Eötvös, 44 de romane ale lui Jókai, ca și operele literare ale lui Zsigmond Kemény și János Vajda. În afară de publicarea de cărți, a publicat și 25 de ziare printre care Pesti Napló, revista Academiei Maghiare de Științe, A Hon, Fővárosi Lapok și Bolond Miska.

### Athenaeum Irodalmi és Nyomdai Rt.

Tipografia Athenaeum - aprox. 1920

La inițiativa lui Gusztáv Emich, pe 28 iunie 1868, editura a devenit o societate comercială pe acțiuni, care a preluat denumirea de „Athenaeum Irodalmi és Nyomdai Részvénytársulat”. Primul său director a fost Károly Osterlamm, iar printre ceilalți membri ai consiliului de administrație au fost Gusztáv Emich, Zsigmond Kemény și Mór Jókai.
La începutul secolului al XX-lea, Athenaeum a continuat să funcționeze ca o societate pe acțiuni, iar Miklós Andor a fost președinte și persoană cu putere de decisie începând din 1917. În consiliul de administrație făceau parte scriitori renumiși precum Zsigmond Móricz, Ferenc Molnár, Lajos Zilahy și Jenő Heltai, dar numai Andor a avut putere de decizie în afacerea editurii. Miklós Andor a tratat editura în primul rând ca un om de afaceri și nu înțelegea literatura. Zsigmond Móricz a scris despre el: „Miklós Andor a cumpărat Athenaeum așa cum a cumpărat fabrica de hârtie Riegler și fabrica de țigări Modiano. El nu a citit o singură carte. Nu are nici o idee cine a fost János Arany, dacă uneori vorbești despre un scriitor mintea omului nu mai funcționează.” În ciuda acestui fapt și în special datorită apelării la consilieri literari de nivel ridicat, Athenaeum a rămas o editură cu o abordare liberală, care a publicat cele mai bune opere ale literaturii maghiare contemporane. Un rol important în funcționarea editurii l-a avut poetul György Sárközi, autor al mai multor inițiative de succes.
Editorul a avut o relație strânsă cu scriitorii revistei Nyugat: aproape fiecare membru al primei generații a fost publicat de Athenaeum, care a devenit editura permanentă al celor mai importanți autori. Unii scriitori ca Zsigmond Móricz, Mihály Babits, Frigyes Karinthy au semnat contracte pe viață; editura a publicat mai multe romane ale lui Gyula Krúdy și unele cărți ale lui Dezső Kosztolányi, Árpád Tóth, Lőrinc Szabó, Milán Füst și Géza Csáth. Ea a avut un succes deosebit în afaceri în calitate de moștenitoare a lui Endre Ady și a publicat toate operele sale. Între cele două războaie mondiale, Ady a devenit un scriitor la modă încât unele dintre volumele sale au fost vândute în 15-20.000 de exemplare.

## Cele mai importante cărți publicate de editură

### Opere literare de ficțiune
- Imre Madách: Tragedia omului (prima ediție, 1862.)
- József Eötvös: A falu jegyzője; A karthauzi
- Sándor Petőfi: A szerelem gyöngyei; Összes költemények
- romanele lui Mór Jókai
- scrierile lui Zsigmond Móricz
- scrierile lui Mihály Babits
- scrierile lui Endre Ady
- scrierile lui Frigyes Karinthy
- Dezső Kosztolányi: pl. A szegény kisgyermek panaszai; Meztelenül; A pacsirta
- Árpád Tóth: pl. Lélektől lélekig
- Lőrinc Szabó: pl. Kalibán; Különbéke
- romanele lui Gyula Krúdy

### Lucrări științifice
- Mihály Táncsics: Általános világtörténet az ifjúság számára (1843.)
- Mihály Horváth: Magyarország történelme
- Gergely Czuczor - János Fogarasi: A magyar nyelv szótára (1862-1867.)
- Ferenc Toldy: A magyar nemzeti irodalom története (1851.)
- Cirill Horváth: A régi magyar irodalom története (1899.)
- Sándor Endrődi: Századunk magyar irodalma képekben
- Darwin: Az ember származása; Originea speciilor

### Traduceri
În prima jumătate a secolului al XX-lea editura a depus multe eforturi pentru a publica traduceri sofisticate în limba maghiară a poeților și prozatorilor clasici. Ea a tradus și publicat, printre altele, operele lui Thomas Mann, Ibsen, Cehov, Oscar Wilde și Tolstoi.